# Jo capità
Jo capità (títol original en italià, Io capitano) és una pel·lícula dramàtica del 2023 dirigida per Matteo Garrone a partir d'un guió escrit per Garrone amb Massimo Gaudioso, Massimo Ceccherini i Andrea Tagliaferri. La pel·lícula, una coproducció internacional entre Itàlia, Bèlgica i França, es basa en una idea original de Garrone i s'inspira en històries reals de les rutes africanes de migració cap a Europa. Va ser rodada al Senegal, el Marroc i Itàlia. S'ha subtitulat al català.
Va competir pel Lleó d'Or a la 80a Mostra Internacional de Cinema de Venècia, on va guanyar el Lleó d'Argent per la direcció de Matteo Garrone i el Premi Marcello Mastroianni per l'actuació de Seydou Sarr. Va ser estrenada comercialment a Itàlia el 7 de setembre de 2023. Io capitano va rebre elogis de la crítica i va ser nominada al Globus d'Or a la millor pel·lícula de parla no llengua als Globus d'Or del 2024 i a l'Oscar a la millor pel·lícula de parla no anglesa als Premis Oscar de 2024.

## Argument
Seydou i Moussa, dos joves senegalesos, abandonen la seva ciutat natal Dakar per arribar a Itàlia i fugir de la pobresa. Travessen Mali amb un passaport fals i, un cop al Níger, s'enfronten al desert del Sàhara fins a entrar a Líbia, on són separats i detinguts en centres de detenció abans d'arribar a Trípoli. Garrone compon una epopeia tràgica i aterridora però sovint també majestuosa.

## Producció
Els càstings, sota la direcció d'Henri-Didier Njikam, van tenir lloc al continent africà. La pel·lícula és protagonitzada per Seydou Sarr i Moustapha Fall, originaris de Dakar, amb 17 i 18 anys, respectivament. El rodatge va començar a Dakar i va durar 13 setmanes
Una projecció especial de la pel·lícula va tenir lloc al Vaticà el 14 de setembre de 2023. Garrone i el repartiment de la pel·lícula hi van ser presents i se'ls va concedir una audiència amb el papa Francesc a la Casa de Santa Marta.